# Kongernes Jelling
Kongernes Jelling är ett utställnings- och informationscenter för Jellingemonumenten som ligger intill Jellingehögarna i Jelling, Danmark. Museet visar hur Jellingestenarna troligen såg ut från början och presenterar senaste kunskapen om vikingatiden. Här kan man följa Gorm-släktens spår fram till släkten idag samtidigt som museets utställningar placerar in Jelling i ett historiskt sammanhang.

## Historien bakom Jellinge
I Jellinge grundlade Gorm den Gamle monarkin och släkten, som mer än 1 000 år senare ännu existerar med Danmarks nuvarande regent som ättling. Under vikingatidens sista år levde män som Gorm den Gamle och Harald Blåtand sitt dagliga liv i Jellinge. Efter mitten av 900-talet skapade Gorm den gamle och Harald Blåtand en anläggning med rötter i den heden tid. De två högarna, Harald Blåtands runsten och den romanska kalkstenskyrkan är sista steget i utbyggnaden av det kungliga monumentet. Under dem ligger resterna av en stor skeppssättning och spåren av de första tre kyrkobyggnaderna av trä i Jelling. På den lilla Jellingeestenen fick Danmark sitt namn omkring år 950 och på den stora Jellingestenen blev kristendomen officiellt erkänd som den religion som avlöste den gamla nordiska asatron omkring år 965.

## Världsarv
Informationcentret ingår i världsarvet bestående av Jellingstenarna, Jellingehögarna och Jelling kyrka. Tillsammans var de Danmarks första världsarv 1994.
Från 1 januari 2007 har driften av Kongernes Jelling lämnats över till Nationalmuseet, och nya utställningar från Nationalmuseet kommer då och då till Kongernes Jelling.